# Savisaari (ö i Finland, Södra Savolax, S:t Michel, lat 61,44, long 28,37)
Savisaari är en ö i Finland. Den ligger i sjön Kylliönjärvi och i kommunen Puumala i den ekonomiska regionen  S:t Michel och landskapet Södra Savolax, i den södra delen av landet, 230 km nordost om huvudstaden Helsingfors. Öns area är 2,7 hektar och dess största längd är 300 meter i öst-västlig riktning.